# Lauren Tom
Lauren Tom (Highland Park, Illinois; 4 de agosto de 1961) es una actriz de voz estadounidense. Realizó las voces de Amy Wong e Inez Wong en la serie animada Futurama, así como también la voz de Minh Souphanousinphone y su hija Kahn "Connie" Souphanousinphone, Jr. en la serie animada King of the Hill. Como actriz ha aparecido en la segunda temporada de la serie Friends como Julie, la novia de Ross, en la película The Joy Luck Club como Lena St. Claire y en la serie de Disney Channel Andi Mack interpretando a Celia Mack.También narró la voz de "número 3" en Codename: Kids Next Door

## Filmografía
| Año       | Título                                        | Papel                               | Notas                                                                                          |
| --------- | --------------------------------------------- | ----------------------------------- | ---------------------------------------------------------------------------------------------- |
| 1982      | The Facts of Life                             | Miko                                | Episodio: "The Americanization of Miko" "Runaway"                                              |
| 1983      | Doonesbury: A Broadway Musical                | Ching 'Honey' Huan                  |                                                                                                |
| 1984      | Nothing Lasts Forever                         | Eloy                                |                                                                                                |
| 1984      | ABC Afterschool Special                       | Sarah                               | Episodio: "Mom's on Strike"                                                                    |
| 1985      | CBS Schoolbreak Special                       | Kim                                 | Episodio: "The Exchange Student"                                                               |
| 1985      | The Equalizer                                 | Mrs. Tom                            | Episodio: "China Rain"                                                                         |
| 1985      | Spenser: For Hire                             |                                     | Episodio: "Children of a Tempest Storm"                                                        |
| 1985      | The Cosby Show                                | Mrs. Gwynne                         | Episodio: "Denise's Friend"                                                                    |
| 1987      | Magic Sticks                                  | Redhead                             |                                                                                                |
| 1987      | Wall Street                                   | Lady Broker                         |                                                                                                |
| 1989      | Rooftops                                      | Audry                               |                                                                                                |
| 1989      | See No Evil, Hear No Evil                     | Mitzie                              |                                                                                                |
| 1989      | Blue Steel                                    | Reportera                           |                                                                                                |
| 1990      | Cadillac Man                                  | Helen                               |                                                                                                |
| 1990      | Angel of Death                                | Julie                               | Película para televisión                                                                       |
| 1990      | thirtysomething                               | Gail                                | Episodio: "The Distance"                                                                       |
| 1991      | Lenny                                         | Nurse                               | Episodio: "G.I. Joe"                                                                           |
| 1991      | Quantum Leap                                  | Sophie                              | Episodio: "Southern Comforts"                                                                  |
| 1991      | Palace Guard                                  |                                     | Episodio: "Eye of Newt"                                                                        |
| 1991      | Anything but Love                             |                                     | Episodio: "First Lady Sings the Blues"                                                         |
| 1992      | Man Trouble                                   | Adele Bliss                         |                                                                                                |
| 1993      | The Joy Luck Club                             | Lena St. Clair                      |                                                                                                |
| 1993      | Mr. Jones                                     | Amanda Chang                        |                                                                                                |
| 1994      | When a Man Loves a Woman                      | Amy                                 |                                                                                                |
| 1994      | 704 Hauser                                    | Margaret                            | Episodio: "Triskaidekaphobia"                                                                  |
| 1994      | North                                         | Sra. Ho                             |                                                                                                |
| 1994      | Homicide: Life on the Street                  | Emma Zoole                          | Episodio: "A Model Citizen" Episodio: "Happy to Be Here"                                       |
| 1994      | Chicago Hope                                  | Enfermera Julia                     | Episodio: "You Gotta Have Heart"                                                               |
| 1995      | Chicago Hope                                  | Enfermera Julia                     | Episodio: "Love and Hope"                                                                      |
| 1995      | The Puzzle Place                              | Madre de Julie                      | Episodio: "Family Fun"                                                                         |
| 1995      | Kidnapped: In the Line of Duty                | Lily Yee                            | Película para televisión                                                                       |
| 1995      | Escape to Witch Mountain                      | Claudia Ford                        | Película para televisión                                                                       |
| 1995      | La Niñera                                     | Kim                                 | Episodio: "The Chatterbox"                                                                     |
| 1995      | If Not For You                                | Claire                              | Episodio: "Piloto"                                                                             |
| 1995-1996 | Friends                                       | Julie                               | 7 episodios                                                                                    |
| 1996      | Batman Superman Movie: World's Finest         | Angela Chen (voz)                   | Película para televisión                                                                       |
| 1996      | Superman: The Last Son of Krypton             | Angela Chen (voz)                   | Película para televisión                                                                       |
| 1996-1999 | Superman: la serie animada                    | Angela Chen (voz)                   | 14 episodios                                                                                   |
| 1997      | The Blues Brothers Animated Series            | Soon-He / Sra. Fun (voz)            | 3 episodios                                                                                    |
| 1997      | Tell Me No Secrets                            | Connie Ching                        | Película para televisión                                                                       |
| 1997      | Murder Live!                                  | Marge Fong                          | Película para televisión                                                                       |
| 1997      | Tracey Takes On...                            | Weng                                | Episodio: "Race Relations"                                                                     |
| 1997      | Pinky y Cerebro                               | Compradora                          | Episodio: "Brain Acres"                                                                        |
| 1997      | The New Batman Adventures                     | Ice Maiden #3 (voz)                 | Episodio: "Cold Comfort"                                                                       |
| 1997      | Extreme Ghostbusters                          |                                     | Episodio: "Fallout" "Eyes of a Dragon"                                                         |
| 1997-1998 | Grace Under Fire                              | Dot                                 | 12 episodio                                                                                    |
| 1997-2010 | Los reyes de la colina                        | Varios (voz)                        | 98 episodios                                                                                   |
| 1998      | Adventures from the Book of Virtues           | Madre (voz)                         | Episodio: "Charity"                                                                            |
| 1998      | SubZero                                       | Mariko (voz)                        | Video                                                                                          |
| 1998      | El Laboratorio de Dexter                      | Profesora (voz)                     | Episodio: "Last But Not Beast"                                                                 |
| 1998      | With Friends Like These...                    | Yolanda Chin                        |                                                                                                |
| 1998      | Susan's Plan                                  | Carol                               |                                                                                                |
| 1998      | Vengeance Unlimited                           | Samantha                            | Episodio: "Dishonorable Discharge"                                                             |
| 1999      | The Kids from Room 402                        | Jordan                              | Película para televisión                                                                       |
| 1999      | Batman Beyond: The Movie                      | Dana Tan (voz)                      | Película para televisión                                                                       |
| 1999      | Catfish in Black Bean Sauce                   | Mai                                 |                                                                                                |
| 1999      | Early Edition                                 | Amy Hunter                          | Episodio: "Play It Again, Sammo"                                                               |
| 1999      | Rocket Power                                  | Sherry / Trish (voz)                | Episodio: "Fall and Rise of Sam / Typhoid Sam"                                                 |
| 1999      | Y2K                                           | Ann Lee                             | Película para televisión                                                                       |
| 1999-2001 | Batman Beyond                                 | Varios (voz)                        | 22 episodio                                                                                    |
| 1999-2013 | Futurama                                      | Varios (voz)                        | 89+ episodios                                                                                  |
| 2000      | City of Angels                                |                                     | Episodio: "Unhand Me"                                                                          |
| 2000      | Teacher's Pet                                 | Voces adicionales / Younghee        | Película para televisión                                                                       |
| 2000      | The Weekenders                                | Candace (voz)                       | Episodio: "Real Fake"                                                                          |
| 2000      | Pepper Ann                                    | Alice Kane                          | Episodio: "Complementary Colors" Episodio: "A Is for Average/Alice Kane Went Down to Calcutta" |
| 2000      | Batman Beyond: Return of the Joker            | Dana Tan (voz)                      | Video                                                                                          |
| 2000-2001 | DAG                                           | Ginger Chin                         | 17 episodios                                                                                   |
| 2000      | Clerks                                        | (voz)                               | 1 episodio                                                                                     |
| 2001      | Jack the Dog                                  | Angel                               |                                                                                                |
| 2001      | Max Steel                                     | Laura Chen (voz)                    | Episodio: "Strangers"                                                                          |
| 2001      | Johnny Bravo                                  | Ting (voz)                          | Episodio: "The Great Bunny Book Ban/Toy Boy Johnny/Frankenbravo"                               |
| 2001      | No P in the O.O.L.                            | Numbah Three (voz)                  | Película para televisión                                                                       |
| 2001-2002 | The Zeta Project                              | Agente Lee (voz)                    | 8 episodios                                                                                    |
| 2002      | The Chang Family Saves the World              |                                     | Película para televisión                                                                       |
| 2002      | ChalkZone                                     | Flunke/Robin (voz)                  | 1 episodio                                                                                     |
| 2002      | The Division                                  | Nora Chen                           | 6 episodios                                                                                    |
| 2002      | What's New, Scooby-Doo?                       | Varios (voz)                        | 4 episodios                                                                                    |
| 2002      | My Wife and Kids                              | Mesera                              | Episodio: "Table for Too Many: Part 1" Episodio: "Table for Too Many: Part 2"                  |
| 2002      | Kim Possible                                  | Yoshiko (voz)                       | Episodio: "Crush"                                                                              |
| 2002-2004 | Fillmore!                                     | Varios (voz)                        | 16 episodios                                                                                   |
| 2002-2008 | Codename: Kids Next Door                      | Varios (voz)                        | 45 episodios                                                                                   |
| 2002      | Totally Spies!                                | Lady Dragon / Keiko (voz)           | Episodio: "Game Girls" "Man or Machine"                                                        |
| 2003      | Totally Spies!                                | Sunny (voz)                         | Episodio: "Here Comes the Sun"                                                                 |
| 2003      | Manhood                                       | Bambi                               |                                                                                                |
| 2003      | All Grown Up!                                 | Bean (voz)                          | Episodio: "Interview with a Campfire: "Part 1" "Interview with a Campfire: Part 2"             |
| 2003      | Monk                                          | Sra. Ling                           | Episodio: "Mr. Monk and the 12th Man"                                                          |
| 2003      | Duck Dodgers                                  | Dr. Yoshimi (voz)                   | Episodio: "Duck Deception/The Spy Who Didn't Love Me"                                          |
| 2003      | Kim Possible: The Secret Files                | Yoshiko (voz)                       | Video                                                                                          |
| 2003      | Samurai Jack                                  | Varios (voz)                        | 3 episodios                                                                                    |
| 2003      | Bad Santa                                     | Lois                                |                                                                                                |
| 2003      | Kim Possible                                  | Yoshiko (voz)                       | Episodio: "Low Budget" "A Very Possible Christmas"                                             |
| 2003      | Line of Fire                                  | Miembro del jurado                  | Episodio: "This Land Is Your Land"                                                             |
| 2003      | Liga de la Justicia                           | Chung/Kid (voz)                     | Episoioe: "Eclipsed"                                                                           |
| 2003-2005 | Los Jóvenes Titanes                           | Gizmo / Jinx (voz)                  | 6 episodios                                                                                    |
| 2004      | The Infinite Darcy                            | Darcy Chang (voz)                   |                                                                                                |
| 2004      | Teacher's Pet                                 | Younghee (voz)                      |                                                                                                |
| 2004      | 30 Days Until I'm Famous                      | Carla                               | Película para televisión                                                                       |
| 2004      | Mulan 2                                       | Su (voz)                            | Video                                                                                          |
| 2004      | My Wife and Kids                              | Annie Hoo                           | Episodio: "Jr. Sells His Car" "Restaurant Wars"                                                |
| 2004      | In Good Company                               | Obstetricia                         |                                                                                                |
| 2004-2006 | W.I.T.C.H.                                    | Varios (voz)                        | 51 episodios                                                                                   |
| 2005      | Kim Possible                                  | Yoshiko (voz)                       | Episodio: "Showdown at the Crooked D"                                                          |
| 2005      | Kim Possible: So the Drama                    | Yoshiko (voz)                       | Película para televisión                                                                       |
| 2005      | Danger Rangers                                | Varios (voz)                        | Episodio: "Fires & Liars"                                                                      |
| 2005      | Barbershop                                    | Dana                                | 4 episodios                                                                                    |
| 2005      | Threshold                                     | Janet Tam                           | Episodio: "The Order"                                                                          |
| 2005      | Clifford's Puppy Days                         | Shun (voz)                          | 2 episodios                                                                                    |
| 2005-2006 | Avatar: The Last Airbender                    | Voces adicionales / Joo Dee (voz)   | 3 episodios                                                                                    |
| 2005-2007 | American Dragon: Jake Long                    | Varios (voz)                        | 25 episodios                                                                                   |
| 2005      | Liga de la Justicia                           | Varios (voz)                        | Episodio: "Epilogue"                                                                           |
| 2006      | Liga de la Justicia                           | Rampage (voz)                       | Episodio: "The Great Brain Robbery"                                                            |
| 2006      | God's Waiting List                            | Sylvia                              |                                                                                                |
| 2006      | Courting Alex                                 | Jan                                 | Episodio: "Everything I Know About Men"                                                        |
| 2006      | Let Go                                        | Beverly                             | Película para televisión                                                                       |
| 2006      | Grey's Anatomy                                | Audrey                              | Episodio: "Begin the Begin"                                                                    |
| 2006      | In from the Night                             | Dr. Myra Chen                       | Película para televisión                                                                       |
| 2006      | Codename: Kids Next Door - Operation Z.E.R.O. | Kuki 'Numbah 3' Sanban (voz)        | Película para televisión                                                                       |
| 2006      | The Closer                                    | Dra. Tann                           | Episodio: "Borderline"                                                                         |
| 2006      | Me, Eloise                                    | (voz)                               | Episodio: "Eloise Goes to School"                                                              |
| 2006-2008 | Men in Trees                                  | Mai Washington                      | 26 episodios                                                                                   |
| 2006-2009 | The Replacements                              | Tasumi (voz)                        | 43 episodios                                                                                   |
| 2007      | Billy & Mandy's Big Boogey Adventure          | Numbuh Three (voz)                  | Película para televisión                                                                       |
| 2007      | The Grim Adventures of the KND                | Numbuh 3 (voz)                      | Película para televisión                                                                       |
| 2007      | Futurama: Bender's Big Score                  | Varios (voz)                        | Vídeo                                                                                          |
| 2007-2008 | Legión de Super-Heroes                        | Zyx (voiz)                          | Episodio: "Child's Play" "Trials"                                                              |
| 2008      | Futurama: The Beast with a Billion Backs      | Amy Wong / Inez Wong (voz)          | Video                                                                                          |
| 2008      | Futurama: Bender's Game                       | Varios (voz)                        | Video                                                                                          |
| 2008      | CSI: Crime Scene Investigation                | Bae Chin                            | Episodio: "Say Uncle"                                                                          |
| 2009      | Futurama: Into the Wild Green Yonder          | Amy Wong / Inez Wong / Trixie (voz) | Video                                                                                          |
| 2009      | Without a Trace                               | Kim Tan                             | Episodio: "Devotion"                                                                           |
| 2009      | Hawthorne                                     | Sra. Tanaka                         | Episodio: "The Sense of Belonging"                                                             |
| 2010-2011 | Los Pingüinos de Madagascar                   | Bonnie Chang (voz)                  | Episodios: "Gator Watch/In the Line of Doody" "Rock-A-Bye Birdie/All Tied Up With a Boa"       |
| 2010      | Phineas and Ferb                              | Voces adicionales                   | Episodio: "Phineas and Ferb: Summer Belongs to You!"                                           |
| 2010      | Scooby-Doo! Camp Scare                        | Jessica (voz)                       | Video                                                                                          |
| 2010      | Fish Hooks                                    | Barb (voz)                          | Episodio: "Bea Becomes an Adult Fish"                                                          |
| 2011      | Kung Fu Panda 2                               | Oveja (voz)                         |                                                                                                |
| 2011      | Chasing Eagle Rock                            | Roxanne                             | Posproducción                                                                                  |
| 2011      | Kung Fu Panda: Legends of Awesomeness         | Bai Li                              | Serie de televisión; filmándose                                                                |
| 2005      | Supernatural                                  | Linda Tran                          | Temporada 8                                                                                    |
| 2017-2019 | Andi Mack                                     | Celia Mack                          | Disney Channel                                                                                 |